# British Society of Cinematographers
Pour les articles homonymes, voir BSC.
La British Society of Cinematographers (BSC) est une association cinématographique britannique fondée en septembre 1949 à l'initiative de Bert Easey, alors chef du département de la photo des studios Denham et Pinewood.
Basée sur le principe de sa consœur américaine, l'American Society of Cinematographers, elle a pour but la promotion et l'encouragement à l'excellence dans l'art de la prise de vue cinématographique. Composée à l'origine de 55 membres (dont 8 membres fondateurs), elle en regroupe aujourd'hui plus de 230. L'appartenance à l'association est mentionnée au générique des films par la mention BSC après le nom du technicien.
Les affiliations sont de trois sortes : membres accrédités (accredited members), membres associés (associate members) et membres honoraires (honorary members). L'association possède également une branche réservée aux sociétés liées à la prise de vues cinématographique : laboratoires (Kodak, Fujifilm, Technicolor), studios (Pinewood), fournisseurs de matériel cinématographique (Panavision), etc.

## Membres fondateurs
- Bert Easey  (1901-1973), directeur de la photographie britannique ;
- George Gunn, directeur de la photographie (Technicolor Angleterre) et producteur  britannique ;
- Lovat Cave Chinn, directeur de la photographie britannique ;
- Cedric Williams (1913-1999), directeur de la photographie britannique ;
- Desmond Dickinson (1902-1986), directeur de la photographie britannique ;
- Derick Williams (1906-), directeur de la photographie et producteur britannique ;
- Guy Green (1913-2005), directeur de la photographie, scénariste, réalisateur et producteur britannique[4] ;
- Freddie Young (1902-1998), directeur de la photographie et réalisateur britannique.

## Hommages
Dans La Grande Aventure des Muppets, Kermit et Fozzie commentent le générique de début lorsque le nom du directeur de la photo Oswald Morris apparaît suivi du sigle BSC. Fozzie demande alors : « Qu'est-ce que B.S.C. signifie ? », à quoi Kermit répond « Aucune idée ! »

## British Society of Cinematographers Awards
La British Society of Cinematographers Awards (Prix de la Société britannique des cinéastes) récompense la meilleure photographie dans les longs métrages cinématographiques.